# Gladys Carson
Gladys Carson (Reino Unido, 8 de febrero de 1903-17 de noviembre de 1987) fue una nadadora británica especializada en pruebas de estilo braza, donde consiguió ser medallista de bronce olímpica en 1924 en los 200 metros.

## Carrera deportiva
En los Juegos Olímpicos de París 1924 ganó la medalla de bronce en los 200 metros estilo braza, con un tiempo de 3:35.4 segundos, tras su compatriota Lucy Morton (oro con 3:33.2 segundos) y la estadounidense Agnes Geraghty.